# Pintura etrusca de vasos

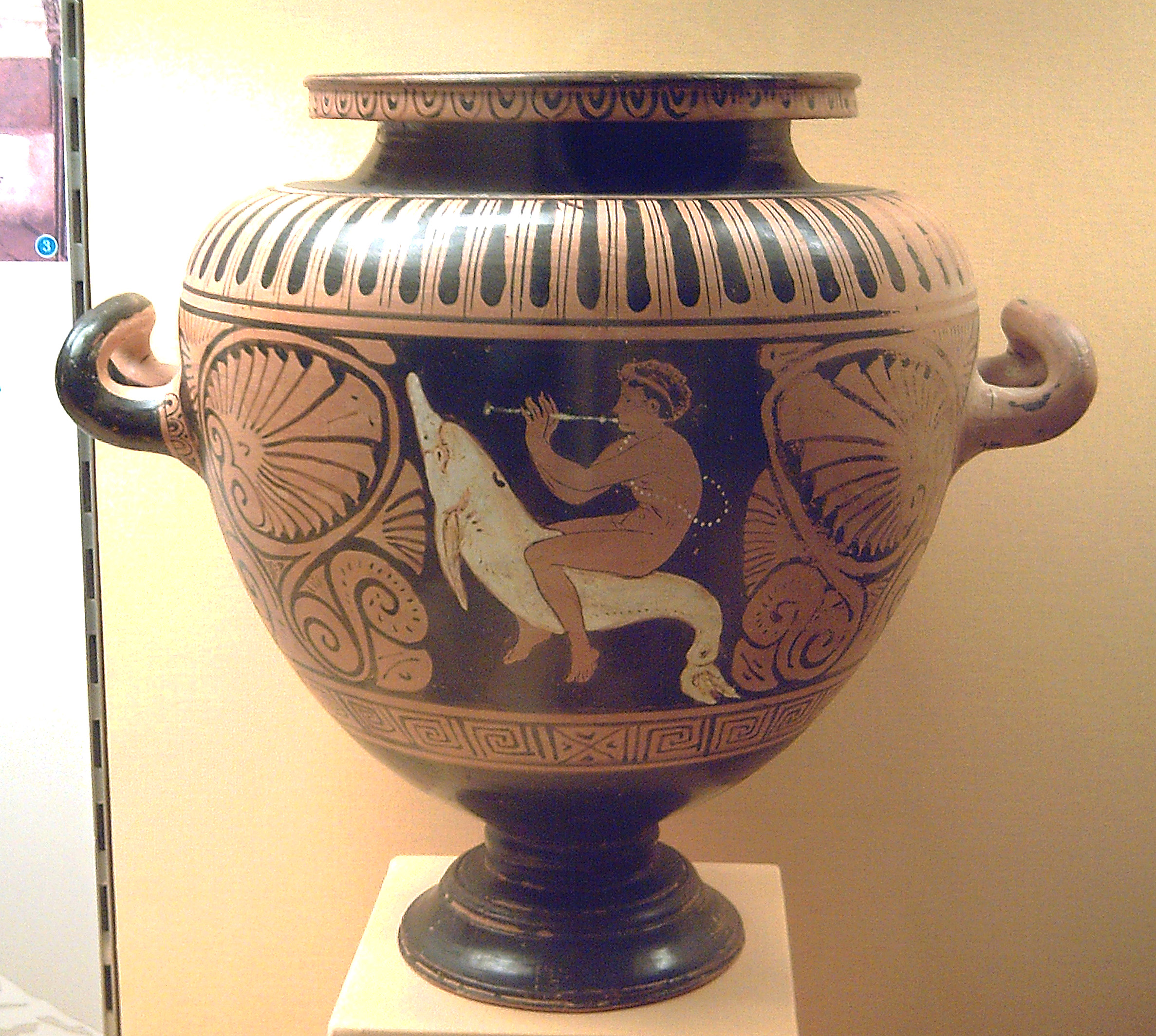
Un joven montado en un delfín y tocando la flauta; estamno, circa 360/340 a. C.

La pintura etrusca de vasos fue producida desde el siglo VII hasta el IV a. C., y es un elemento importante en el arte etrusco. Fue fuertemente influenciado por la pintura griega de vasos, y siguió las principales tendencias de estilo durante el período. Además de ser productores por derecho propio, los etruscos eran el principal mercado de exportación de la cerámica griega fuera de Grecia, y algunos pintores griegos probablemente se trasladaron a Etruria, donde los vasos ricamente decorados eran un elemento estándar de los inventarios de tumbas.

## Pintura en vasos de figuras negras

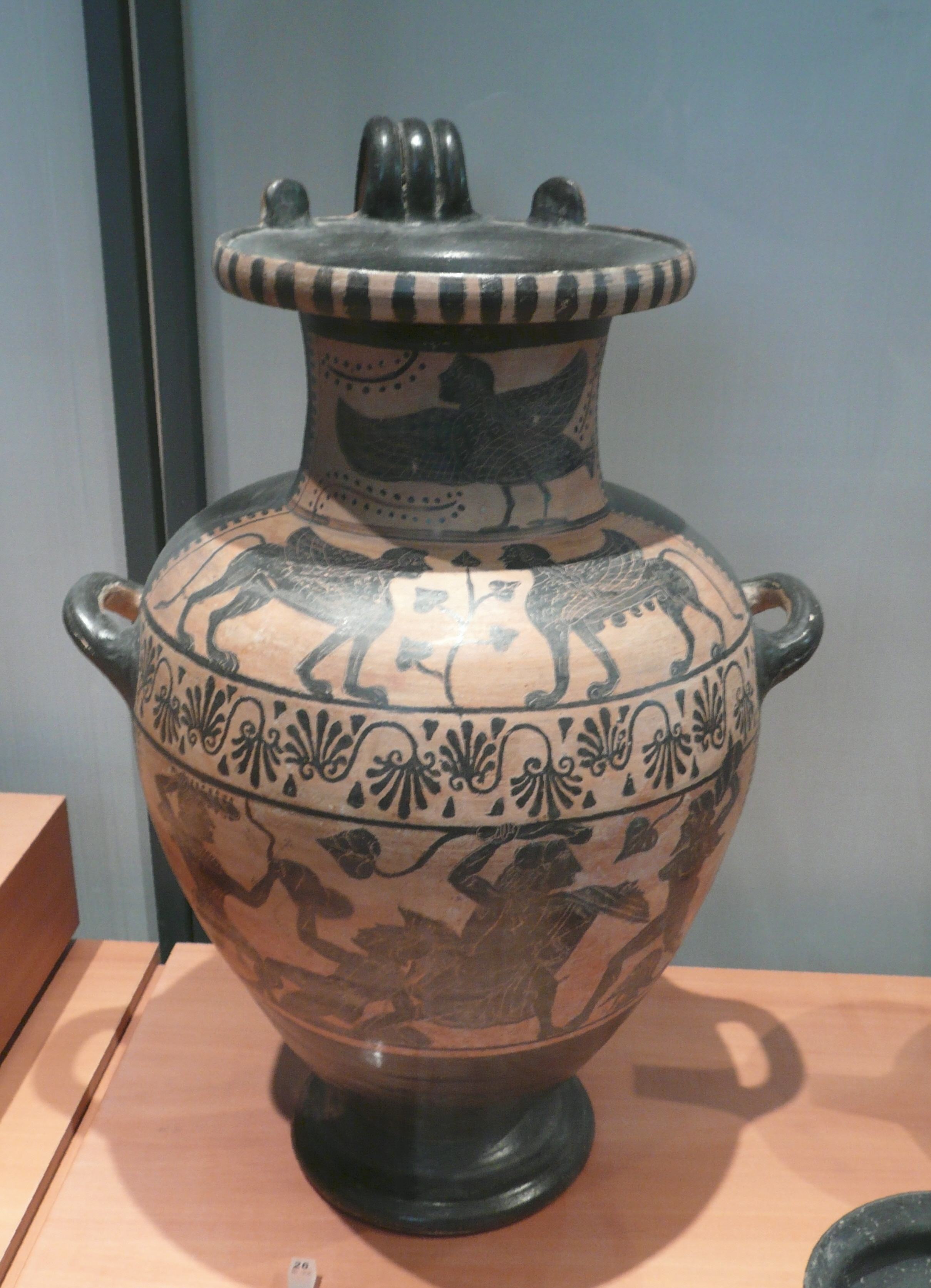
Hidria etrusca de figuras negras, principios del siglo V a. C.

La producción local de vasos etruscos probablemente comenzó en el siglo VII a. C. Inicialmente, los vasos siguieron ejemplos de pintura de figuras negras de Corinto y Grecia Oriental. Se supone que en la fase más temprana, los vasos fueron producidos principalmente por inmigrantes de Grecia. El primer gran estilo fue la llamada pintura de vasos pónticos. Este fue seguido entre el 530 y el 500  a. C. por el Pintor de Micali y su taller. Principalmente producían ánforas, hidrias y jarras. Las representaciones incluían comastas, simposios y frisos de animales. Los motivos mitológicos son más raros, pero ya eran creados con gran cuidado. Para entonces, la pintura etrusca de vasos había comenzado a tomar su principal influencia de la cerámica ática de figuras negras. El estilo de figuras negras terminó alrededor del 480 a. C. En su fase final, había desarrollado una tendencia al manierismo y un estilo de dibujo de silueta descuidada.

## Pintura en vasos con figuras rojas
La adopción imitativa de la técnica de las figuras rojas solo se desarrolló en Etruria alrededor del 490 a. C., casi medio siglo después de que ese estilo se inventara en Grecia. Los primeros productos se describen como pintura en vaso etrusco de pseudo-figura roja, debido a su técnica diferente. Solo a finales del siglo V a. C. se introdujo la verdadera técnica de figuras rojas en Etruria. Tanto para la pseudo como para la verdaderas figuras rojas, se han reconocido numerosos pintores, talleres y centros de producción. Los vasos no solo se producían para el mercado local, sino que también se vendían a Malta, Cartago, Roma y la costa de Liguria.

### Pintura de vasos con pseudo-figuras rojas

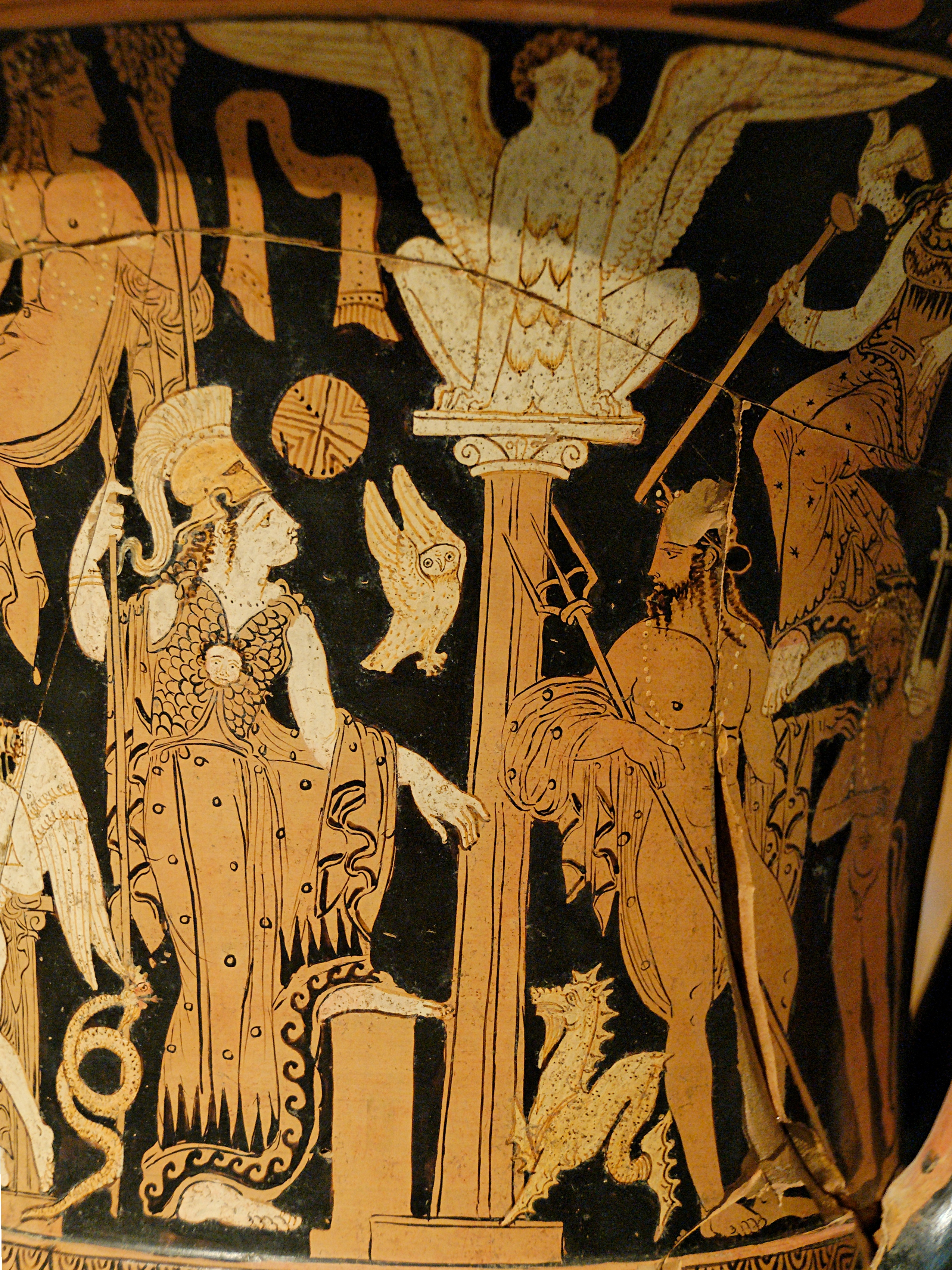
Atenea y Poseidón en una crátera de volutas de los pintores de Nazzano, circa 360 a. C.

Los primeros vasos de este estilo simplemente imitaban la técnica de las figuras rojas. Como en algunos de los primeros vasos áticos, esto se lograba cubriendo todo el cuerpo del vaso con un engobe negro brillante, añadiendo luego figuras en la parte superior, usando pinturas que se oxidarían en rojo o blanco durante la cocción. En las verdaderas figuras rojas, las áreas rojas se dejaban libres de engobe. En la pseudo-figuras rojas, los detalles internos se marcaban por medio de una incisión, similar a la práctica habitual en la pintura de vasos de figuras negras, en lugar de pintarlos, como en la verdaderas figuras rojas. Importantes representantes de este estilo fueron el Pintor Praxias y otros maestros de su taller, que estaba ubicado en Vulci. A pesar de su amplio conocimiento de la mitología griega y la iconografía - no siempre ejecutada perfectamente - no hay pruebas de que estos maestros fueran inmigrantes griegos. Una excepción es el propio Pintor Praxias: como cuatro de sus jarrones llevan inscripciones pintadas en griego, puede haber sido de origen griego.
En Etruria, el estilo de pseudo-figuras rojas no fue solo un fenómeno temprano, como lo había sido en Atenas. Especialmente en el siglo IV a. C., algunos talleres se especializaron en esta técnica, aunque la verdadera figura roja estaba muy extendida en los talleres etruscos de la misma época. Ejemplos de ello son los talleres del Grupo Sokra y el Grupo Fantasma. El Grupo Sokra, algo más antiguo, tenía preferencia por las tazas con imágenes interiores de la mitología griega, a veces también con motivos etruscos. El Grupo Fantasma pintó mayormente figuras de camuflaje en combinación con composiciones de patrones de plantas o palmeras. Se supone que los talleres de ambos grupos estaban ubicados en Caere, Falerii y Tarquinia. El Grupo Fantasma produjo sus mercancías hasta principios del siglo III a. C. El cambio de gustos por parte de los compradores significó el fin no solo de las verdaderas figuras rojas sino también de este estilo.

### Pintura en vasos con figuras rojas
Solo hacia finales del siglo V a. C. se introdujo en Etruria la verdadera técnica de figuras rojas, con las figuras como áreas reservadas que permanecen en el color real de la arcilla. Los primeros talleres de este tipo se desarrollaron en Vulci y Falerii, pero también se produjeron para las zonas circundantes. Los talleres originales fueron probablemente fundados por maestros áticos, pero las primeras vasijas también muestran ya una influencia del sur de Italia. Estos talleres dominaron el mercado etrusco hasta el siglo IV a. C. Los vasos de formato grande y mediano como las cráteras y las jarras estaban decoradas en su mayoría con escenas mitológicas. Durante el curso del siglo, la producción de Falerii comenzó a superar a la de Vulci en términos de cantidad. Nuevos centros de producción se desarrollaron en Chiusi y Orvieto. Chiusi se hizo especialmente importante a través del Grupo del Tondo, que producía tazas para beber con motivos dionisíacos en su interior. En la segunda mitad del siglo, la producción se trasladó a Volterra. Aquí, especialmente un cierto tipo de cráteras, se produjeron los kelébes y al principio se pintaron de forma muy elaborada.
En la segunda mitad del siglo IV a. C., los temas mitológicos desaparecieron del repertorio de los pintores etruscos de vasos. Fueron sustituidos por cabezas de mujeres y representaciones figurativas de no más de dos personas. En su lugar, los cuerpos de los vasos estaban ahora cubiertos en su mayoría por motivos ornamentales y florales. Las composiciones más grandes ahora solo ocurrían en casos excepcionales, como la amazonomaquia en una crátera del Grupo de Pintores de Embudos de La Haya. La producción inicial, aún sustancial, de los Falerii perdió su papel dominante en favor del recién fundado centro de producción de Caere. Los talleres de Caere fueron probablemente fundados por maestros de los Falerii; carecían de una tradición separada pero se convirtieron en el principal centro de producción de vasos de figuras rojas en Etruria. Su repertorio estándar incluía enócoes pintados simplemente, lécitos y copas para beber (por ejemplo, por el Grupo Torcop), y platos pequeños (Grupo Genucuilia). A finales del siglo IV a. C., un cambio en los gustos de los consumidores llevó a un cambio hacia la producción de vajilla de vidriado negro, lo que marcó el fin de la producción de vasos de figuras rojas en Etruria.